# Миссисипский университет
Миссисипский университет или Университет Миссисипи (англ. University of Mississippi, также англ. Ole Miss - букв. "старая мисс") — государственный исследовательский университет в г. Оксфорд, Миссисипи, США. Крупнейший университет штата Миссисипи. Основан в 1844 году. Университет имеет пять кампусов в городах Оксфорд, Буневилл, Гренада, Тупело и Саутхэвен, а также Медицинский центр в Джексоне. В университете обучаются студенты из почти 70 стран мира.

## История

### Наше время
Университет был выбран местом проведения первых Президентских дебатов 2008 года, между сенатором Джоном Маккейном и тогдашним сенатором Бараком Обамой, которые состоялись 26 сентября 2008 года. Это были первые президентские дебаты, которые состоялись в штате Миссисипи  (недоступная ссылка) .

## Структура

### Главный кампус
- Школа бухгалтерского учета
- Школа прикладных наук
- Школа делового администрирования
- Школа образования
- Инженерная школа
- Институт свободных искусств
- Высшая школа
- Школа права
- Школа фармации
- Школа журналистики и новых медиа
- Общая учебная программа

### Школы в медицинском центре в Джексоне
- Школа стоматологии
- Школа здоровья родственных профессий
- Школа медицинских сестер (в т.ч. и в главном кампусе)
- Школа медицины
- Школа аспирантуры медицинских наук

## Известные выпускники
См.: Категория:Выпускники Миссисипского университета